# GBU-69
Die GBU-69 Small Glide Munition ist eine kleine, gelenkte Gleitbombe aus den Vereinigten Staaten.

## Entwicklung
Das Konzept der GBU-69 entstand ab 2013 beim United States Special Operations Command (USSOCOM). Als kleine Gleitbombe sollte sie von unbemannten Luftfahrzeugen und Spezialflugzeugen zum Einsatz gebracht werden. Der Entwicklungsauftrag wurde an die Firma Dynetics in Huntsville, Alabama vergeben. Bis 2016 wurde dort die GBU-69 entwickelt. Um die Entwicklungskosten der GBU-69 gering zu halten, konnte Dynetics auf verschiedene Komponenten von früheren Projekten zurückgreifen. Im Jahr 2017 erfolgte eine Bestellung von 70 GBU-69 für Integrationstest beim USSOCOM. Danach erfolgte 2018 ein weiterer Auftrag über 1.000 GBU-69, welche bis 2022 produziert wurden. Mit einer weiteren Bestellung wurde der Bestand auf 3.600 GBU-69 erhöht. Anfang 2020 wurde Dynetics von Leidos übernommen, welche die Gleitbombe weiterentwickelt und produziert.

## Technik
Die GBU-69 ist modular aufgebaut und besteht aus drei Sektionen. Hinter der abgerundeten Bombenspitze mit einem transparenten Fenster befindet sich der halbaktive WGU-59-Lasersuchkopf. Dieser ist eine Abwandlung des Suchkopfes, welcher mit dem APKWS verwendet wird. Weiter ist in der Bombenspitze der Zünder verbaut. Dieser besteht aus einem Aufschlagzünder, Laser-Näherungszünder und einem Verzögerungszünder. Hinter dem Suchkopf folgt der 16,3-kg-Splittergefechtskopf. Im Heck ist die Lenkeinheit mit einem GPS-Empfänger mit einem Selective Availability Anti-Spoofing Module (SAASM) sowie das Weapon Data Link verbaut. Weiter sind am Heck drei schwenkbare, wabenförmige Gitterflossen für die Bombensteuerung angebracht. Oben auf dem Bombenkörper ist die Tragfläche angebracht. Diese ist beim Bombentransport parallel zum Bombenrumpf montiert und wird nach dem Abwurf um 90° gedreht.
Die ersten Einsatzplattformen für die GBU-69 sind die unbemannten Luftfahrzeuge MQ-1 „Predator“, MQ-1C Gray Eagle, MQ-9 „Reaper“, die Spezialflugzeuge AC-130W „Stinger II“ und AC-130J „Ghostrider“ sowie die Bell-Boeing V-22 „Osprey“. Die GBU-69 ist ein einem zylinderförmigen Behälter verpackt und wird in diesem transportiert. Für den Abwurf wird sie aus diesem Behälter ausgestoßen. Bei den unbemannten Luftfahrzeugen wird die GBU-69 in BRU-71-Startrohren an den Außenlaststationen mitgeführt. Bei dem Einsatz ab den Spezialflugzeugen sind die GBU-69 in der CLT (Common Launch Tube) verpackt. Der Ausstoß erfolgt mit dem Gunslinger Weapons System über die Heckrampe oder über das Derringer Door dieser Flugzeuge. Nach dem Abwurf entfalten sich die Trag- und Steuerflächen der GBU-69. Jetzt kann die Gleitbombe einen beliebigen Kurs einnehmen und auch Drehungen um 180° ausführen. Wird die Bombe aus einer Höhe von 8.000 m abgeworfen beträgt die Reichweite rund 37 km. Mit Hilfe von GPS-Signalen hält sich die Gleitbombe auf dem vorgegebenen Kurs. Über das 2-Weg-Datenlink sind die Bediener jederzeit über den Flugweg und Status der Bombe im Bilde. Auch können sie der Bombe ein neues Ziel zuweisen. Bei der Bekämpfung von stationären Zielen kann die Bombe autonom, nach dem Fire-and-Forget-Prinzip mit Hilfe von GPS ins Ziel gleiten. Dabei solle der Streukreisradius (CEP) bei 3–5 m liegen. Bei der Bekämpfung von beweglichen Zielen wie Fahrzeugen wird für den Endanflug den halbaktiven Lasersuchkopf zugeschaltet, was eine „Beleuchtung“ mit Laser notwendig macht. Dabei soll der Streukreisradius der GBU-69 bei 1–3 m liegen.

## Einsatz
Die GBU-69 SGB kam erstmals im Krieg gegen den Terrorismus in Afghanistan, Somalia und im Irak zum Einsatz.

## Verbreitung
- Vereinigte Staaten
  - United States Special Operations Command
  - United States Marine Corps